# Chorinaeus funebris
Chorinaeus funebris là một loài tò vò trong họ Ichneumonidae.